# Gamighübel

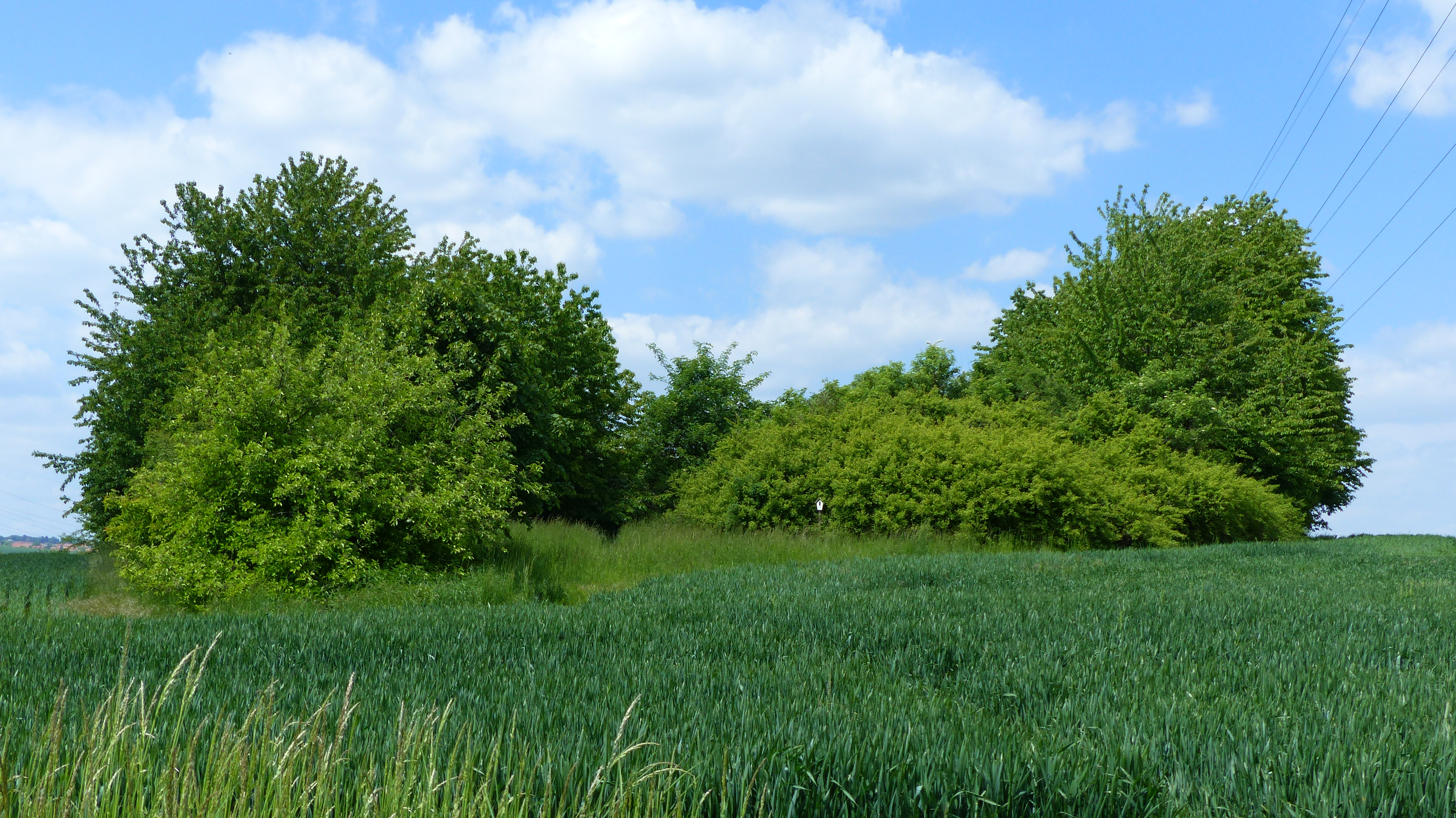
Gamighübel

Das Flächennaturdenkmal Gamighübel (FND 79) ist eine Erhebung (187 m ü. NHN) auf einem Feld nordwestlich des Dresdner Stadtteils Kauscha und südwestlich des Stadtteils Torna.

## Beschreibung
Der Gamighübel ist eine Kuppe aus Granodiorit, welche die Gesteinsschichten der Kreide (Plänerschichten aus dem Cenomanium und dem Turonium) durchragt. Sie ist der Überrest einer Klippe eines kreidezeitlichen Meeres. In durch die Brandung entstandenen Aushöhlungen und Gesteinstaschen sind Schillkalkstein und Kalkmergel abgelagert.
Bewachsen ist der Gamighübel mit Schlehdorn und anderen Rosengewächsen, umgeben von Kalkmagerrasen und Trockenen Glatthaferwiesen. Brutpaare von Nachtigall und Goldammer sowie Vorkommen des Kuckucks konnten auf dem Gamighübel beobachtet werden.
Das Gebiet des Gamighübels im Norden der Gemarkung Kauscha wurde aufgrund reicher Fossilienvorkommen sowie der besonderen geologischen Merkmale (Brandungsklippe) als Flächennaturdenkmal unter Schutz gestellt.

## Geschichte
Der Name Gamighübel erscheint erstmals im Jahr 1592 im Gerichtsbuch von Kauscha und Gaustritz. Die Bezeichnung entstammt dem slawischen Wort kamjen für Stein. Bis ins 19. Jahrhundert verortete man auf dem Gamighübel eine heidnische Opferstätte. Diese Vorstellung wurde jedoch verworfen, da es dafür keine gesicherten Befunde gibt. Die Bauern der umliegenden Dörfer Kauscha, Leubnitz und Torna betrieben ab dem 19. Jahrhundert mehrere Steinbrüche auf dem Gebiet des Gamighübels. Das abgebaute Granitgestein wurde vordergründig für den Wege- und Straßenbau verwendet. Im Zuge der Steinbrucharbeiten wurden zahlreiche Fossilien entdeckt, diese wurden unter anderem durch die Geologen und Naturforscher Hanns Bruno Geinitz, Louis Agassiz und August Emanuel von Reuss beschrieben.
Die Verbindungsstraße von Tornas östlichem Nachbarort Prohlis zu den Tornaer Lehmgruben erhielt 1926 den Namen Gamigstraße.

## Fossilienfunde

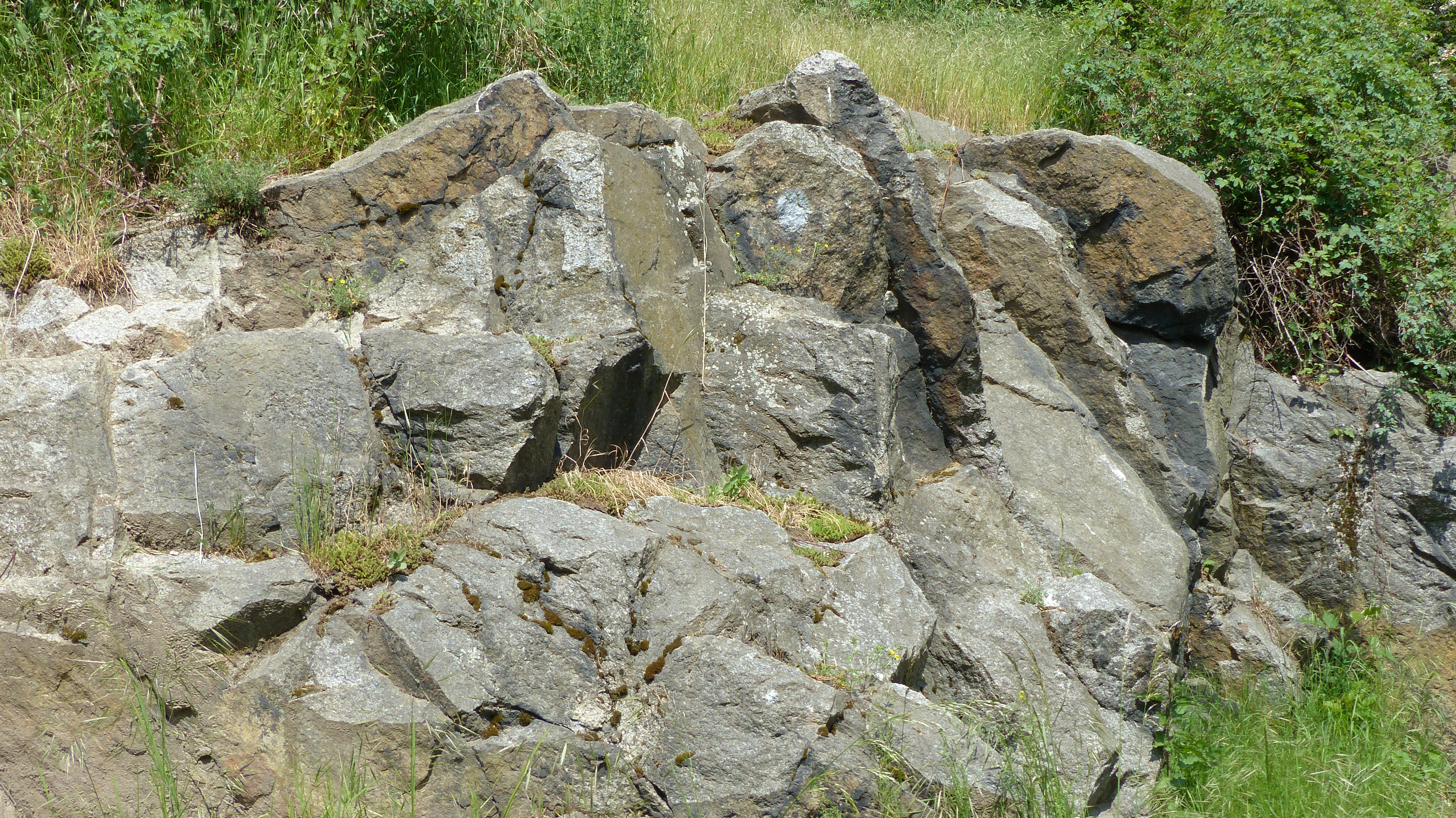
Offenliegendes Gestein auf dem Gamighübel

In den Steinbrüchen am Gamighübel wurden verschiedene Fossilien von Meereslebewesen der Kreidezeit, vor allem aus der Stufe des Cenomaniums (vor 100,5 bis 93,9 Millionen Jahren) gefunden. Entdeckt wurden unter anderem Fossilien der folgenden Lebewesen:
- Stockkorallen (Synhelia)
- verschiedene Knorpelfische wie Anomoeodus, Stierkopfhaie (Heterodontus), Paranomotodon, Hybodus, Ptychodus und Scapanorhynchus
- Schwämme, zum Beispiel Astrobolia plauensis, Guettardiscyphia und Chenendropora
- Turmschnecken (Turritella)
- Kammmuscheln (Lyropecten)
- Terebratulida
- Algen (Heteroporella)

Viele der auf dem Gamighübel gefundenen Exemplare sind Teil der Sammlung des Museums für Mineralogie und Geologie Dresden.

## Die Zwerge vom Gamighübel
Einer Sage nach lebte im Gamighübel ein Volk von Zwergen, die in seinem Inneren nach Gold und Edelsteinen schürften. Die Hammerschläge der Zwerge sollen bei günstigem Wetter bis ins nahegelegene Dorf Leubnitz zu hören gewesen sein. Durch den Bau einer Kirche und das damit verbundene regelmäßige Läuten der Glocken (andere Überlieferung: durch „die Ausbreitung des Reiches, welches nicht von dieser Welt ist“) wurden die Zwerge aus dem Gamighübel vertrieben. Sie begaben sich in einer Mondnacht mitsamt ihrem Gold und ihren Edelsteinen zur Elbe und ließen sich von einem Fährmann über den Fluss bringen, den sie dafür reich belohnten. Ihre Schätze sollen die Zwerge schließlich im Helfenberger Gebiet vergraben haben.